# 錫格納爾峰
46°15′19.7″N 7°44′47.4″E / 46.255472°N 7.746500°E
錫格納爾峰（Signalhorn），是瑞士的山峰，位於該國南部，由瓦萊州負責管轄，屬於本寧阿爾卑斯山脈的一部分，海拔高度2,911米，每年平均降雨量1,585毫米。